# Draveczky Ferenc
Draveczky Ferenc Antal (Varasd, 1725. június 12. – Nagyszombat, 1802. június 18.) teológiai doktor és esztergomi prépost-kanonok.

## Élete
Gimnáziumi tanulmányait Pozsonyban, Kassán és Varasdon, a filozófiát Budán végezte. 1749. október 27-én a római Collegium Germanicum Hungaricum tanulója lett, teológiai doktorátust szerzett. 1753. április 25-én tért haza papként. Plébános volt 1753. október 19-étől Almáson (Torna megye), 1769. november 1.-jén lett szepesi, 1772. június 1.-jén pedig esztergomi kanonok. 1773. július 23-án nyitrai főesperes, 1783. november 14-én a szentgyörgymezei prépost és székesegyházi főesperes, 1790. november 8-án őrkanonok lett. Az ő áldozatkésségéből épült fel a szentgyörgymezei Szent György-plébániatemplom 1785-ben.

## Művei
- Defensio Beatissimae Virginis Dei Genitricis Mariae contra nostrae tempestatis haereses… Tyrnaviae, 1791. (Lefordíttatott magyar, német, szlovák és latin nyelvre.)
- Arcta Via Vita Pia, seu salutaria quaedam maedia ad has in offenso pede decurrendas, longo labore parta, usuique publico edita. Uo. 1797. (Német fordítása Brozsek Ferenctől. Uo. 1798.)
- Cantico per tutti i giorni festivi della beatissima Vergine Maria. Tradotta dal Tedesco dal sign. capitano de Philippini… Uo. 1801 (Franciául Traunpaur által Nagyszombatban év nélkül)